# Polystichum takakii
Polystichum takakii är en träjonväxtart som beskrevs av Nakaike. Polystichum takakii ingår i släktet Polystichum och familjen Dryopteridaceae. Inga underarter finns listade.